# Station Chény
Station Chény is een spoorwegstation in de Franse gemeente Cheny. Het station is gesloten.